# Divina creatura
Divina creatura (prt: Divina Criatura; bra: A Divina Criatura) é um filme italiano de 1975, dirigido por Giuseppe Patroni Griffi, baseado no romance La divina fanciulla de Luciano Zuccoli.

## Sinopse
Na alta sociedade da Roma dos anos 20, o duque Daniele di Bagnasco (Terence Stamp) é um dos homens mais proeminentes  e um conquistador dos corações femininos. Quando se interessa pela burguesa Manuela Roderighi (Laura Antonelli), o que deveria ser apenas mais uma aventura de curta duração, transforma-se numa ardente paixão, severamente testada quando descobre que a mulher é frequentadora de uma famosa casa de encontros.

## Elenco
- Laura Antonelli: Manuela Roderighi